# Drănic
Drănic è un comune della Romania di 2827 abitanti, ubicato nel distretto di Dolj, nella regione storica dell'Oltenia.
Il comune è formato dall'unione di 4 villaggi: Booveni, Drănic, Foișor, Padea.